# Une vie d'enfant
Une vie d'enfant est un film documentaire français réalisé en 2008 par Cyril Mennegun.

## Fiche technique
- Titre : Une vie d'enfant
- Réalisation  : Cyril Mennegun
- Interprètes: Jérémy Gondot, Laetitia Gondot
- Image: Cyril Mennegun
- Son:
- Narrateur :
- Montage : Valérie Brégaint
- Date de sortie : 18 septembre 2008

- Format : 16/9
- Genre : documentaire
- Durée : 52 minutes
- Producteur : AMIP
- Production : AMIP, France 2
- Tous publics